# Rousset-les-Vignes
Rousset-les-Vignes là một xã thuộc tỉnh Drôme trong vùng Auvergne-Rhône-Alpes ở đông nam nước Pháp. Xã Rousset-les-Vignes nằm ở khu vực có độ cao 280 mét trên mực nước biển.